# Диего Фернандес де Киньонес
Диего Фернандес де Киньонес (исп. Diego Fernández de Quiñones; умер 2 ноября 1491) — испанский аристократ, сеньор де Луна (1455), граф де Луна (1462).

## Биография
Сын Педро де Киньонеса, 5-го сеньора де Луна (1408—1455), и его жены Беатрис де Акунья, дочери Мартина Васеса де Акунья и его второй жены Марии де Португал.
Старший мерино Астурии и Леона. Он был одним из самых могущественных дворян в правление короля Кастилии Хуана II. В 1466 году он захватил крепость Овьедо, чтобы осуществлять контроль над княжеством, и столкнулся с семьей Осорио в попытке взять под контроль правительство королевства Леон. Он участвовал на стороне, восставшей против законного короля Кастилии Энрике IV, и оказал свою поддержку в пользу инфанта Альфонсо Кастильского, а после его смерти — инфанты Изабеллы, будущей королевы Кастилии Изабеллы I Католички.
У него начались бесконечные конфликты с своим двоюродным братом Диего де Киньонес-и-Товаром, рыцарем Ордена Сантьяго, сыном брата его отца, Суэро де Киньонеса, сеньора де Навия и Гордализа де ла Лома, и Леонор де Товар, захватить муниципалитеты Кангас и Тинео, а также города Альянде и Сомьедо, принадлежащие Диего де Киньонесу и Товару, даже будучи вынужденными выступать посредниками перед католическими монархами. Ссоры усугубились после смерти Диего де Киньонес-и-Товара, поскольку граф Луна не признает законным наследником несовершеннолетнего сына Диего де Киньонес-и-Товара.

## Брак и потомство
Он женился на Хуане Энрикес де Гусман, дочери Энрике Энрикеса де Мендосы (1402—1480), 1-го графа Альба де Листе, и его жены Марии де Гусман. В этом браке родились дети:
- Бернардино Фернандес де Киньонес-и-Энрикес (ок. 1462—1492), граф де Луна (с 1491), первым браком женился на Менсии де ла Вега, сеньоре Кастрильо, но брак был расторгнут, поскольку граф обвинил её в инцесте и супружеской неверности. Он заключил второй брак с Изабель Осорио,
- Гаспар де Киньонес
- Энрике де Киньонес
- Антонио де Киньонес, поверенный Леона в Хунте лас-Комунидадес-де-Кастилия
- Франсиско де Киньонес, монах францисканского ордена под именем Франсиско де лос Анхелес, кардинал и епископ Кориа
- Беатрис де Киньонес, замужем за Педро Альваресом Осорио, 2-го маркиза де Асторга, сыном Альвара Переса Осорио
- Мария де Киньонес, вышла замуж за Рамиро Нуньеса де Гусмана, сеньора графства Порма и вилла де Тораль
- Леонор де Киньонес, дама королевы Изабеллы Католической, замужем за Педро Нуньесом де Гусманом-и-Озорио, главным командиром Ордена Калатравы из дома сеньоров де Тораль
- Франсиска де Киньонес, монахиня монастыря Санта-Клара (Паленсия)
- Хуана де Киньонес.